# Château de Xavier
Pour les articles homonymes, voir Xavier.
Le château de Xavier (en basque Xabierko gaztelua, et en castillan castillo de Javier) est sis sur une éminence rocheuse de la sierra de Leyre, en Navarre (Espagne), à 52 km à l'est de Pampelune, capitale de Navarre, et 7 km à l'est de Sangüesa. Il a donné naissance à la localité voisine du même nom, Xavier. Il est passé dans l’histoire surtout comme lieu de naissance (le 7 avril 1506) du grand apôtre de l’Asie, saint François Xavier.

## Origine et développements du château
À l’origine, dans les dernières années du Xe siècle, le château n’est qu’une tour de garde construite sur une éminence rocheuse, défendant la vallée supérieure du fleuve Aragon. Les fondations de la tour centrale datent de cette époque.
Le nom Xavier provient du basque etxeberri (qui veut dire maison nouvelle), qui dans son évolution phonétique est devenu Javier en castillan et Xabier en basque, la graphie originale restant Xavier.
Au début du XIIe siècle la tour est entourée d’une construction de protection en demi-cercle, permettant également le logement des maîtres du lieu. On peut déjà parler de château.
Au XIIIe siècle l’ensemble se développe en véritable forteresse. Deux tours sont ajoutées, la tour du Saint Christ à l’Ouest et la tour d’Unduès’ à l’Est. Vers le nord un bâtiment polygonal fortifié. Une nouvelle enceinte, plus large entoure par le Sud.

Blason des seigneurs de Xavier

Au XIVe siècle, un palais (le palais neuf), c’est-à-dire une résidence moins spartiate, est construite sur le flanc ouest de la tour du Saint Christ. Le château est complet : il est tel que le connaîtra Saint François-Xavier durant son enfance, au début du XVIe siècle.

## Histoire
La forteresse et le bourg de Xavier sont gagnés par Sanche VII de Navarre vers l'an 1223. Un noble aragonais les avait donnés comme garantie pour un prêt de 9 000 sueldos que lui a fait le monarque navarrais. Le délai étant dépassé sans que le remboursement n’ait été fait, ils deviennent propriété de Sancho. Ce n'est pas la première fois, et ce ne sera pas la dernière, car Sancho VII est un des grands prêteurs de la couronne d'Aragon. Grâce aux prêts non remboursés, il acquiert une série de bourgs et châteaux livrés comme gages qui l'ont aidé à renforcer ses frontières avec l'Aragon : Escó, Peña, Petilla de Aragón, Gallur, Trasmoz, Sádaba, etc.
À la mort de Sanche, en 1236, le château passe entre les mains de Thibaut Ier de Navarre. Une de ses descendantes, se marie avec Martin de Azpilcueta. Plusieurs générations plus tard, Marie de Azpilcueta, la mère de François-Xavier, apporte le château de Xavier en dot à mariage avec Juan de Jassu, président du conseil de Navarre.
Lorsque la Navarre est annexée par la Castille en 1512, Michel et Jean de Jassu, frères aînés de François-Xavier, luttent avec Catherine de Foix et Jean d’Albret contre l’armée de Castille. La défaite des Navarrais entraîne la chute du château de Xavier. Juan de Jassu meurt en 1515.
La Navarre conquise, et puisque la famille de Juan de Jassu défendait l'indépendance du royaume, le Cardinal Cisneros ordonne la démolition complète du château en 1516. En fait il est redimensionné : de forteresse il devient large résidence seigneuriale. Les fossés sont comblés. Les deux tours de garde sont démolies, de même que les deux portails. Le pont-levis est enlevé et la tour de San Miguel est réduite de moitié.

## Reconstruction

### Propriété de la Duchesse de Villahermosa
Durant des siècles le château n’est qu’une simple résidence seigneuriale. Il n’aura plus jamais aucun rôle militaire. Au XIXe siècle, l’ensemble est pratiquement en ruines. À la suite d’une série de successions, il échoit à María del Carmen de Aragón-Azlor, duchesse de Villahermosa, une lointaine descendante de la famille de Jassu y Xavier. Avec son mari José Manuel de Goyeneche y Gamio, comte de Guaqui, elle entreprend des travaux de restauration.
Le décès inopiné et sans descendance du comte de Guaqui en 1893 met en question la poursuite des travaux. Toutefois, les frères du comte, le marquis de Villafuerte, les duchesses de Goyeneche et Gamio et Don José Sebastián de Goyeneche, au moyen d'écritures notariales accordées le 30 avril 1894 et 9 mars 1895 décident de reconnaître à la duchesse Maria de Villahermosa l'usufruit viager de tout l'héritage de son mari pour ainsi pourvoir aux frais des travaux déjà entamés.

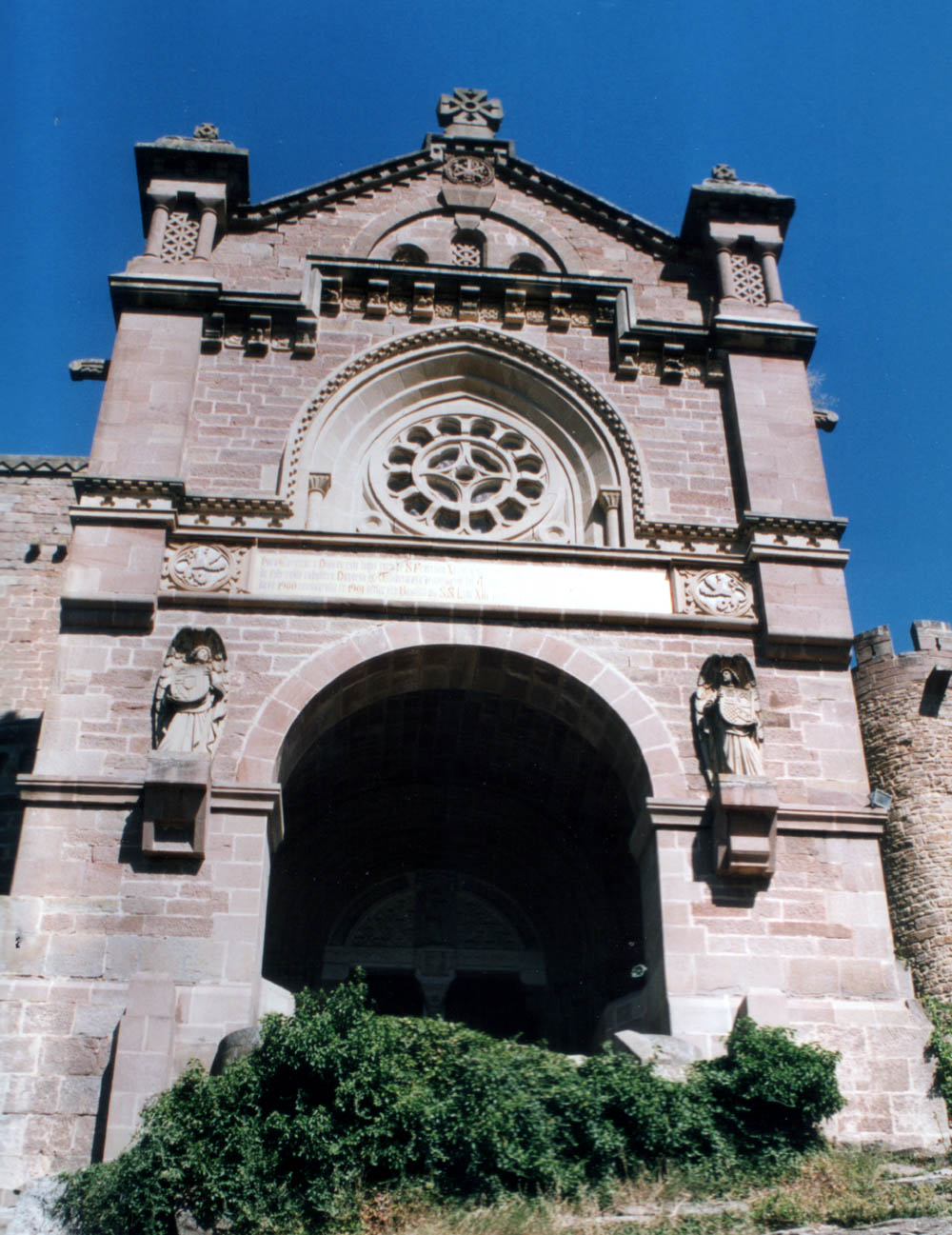
La basilique Saint François Xavier, partie occidentale du château

### Basilique Saint-François Xavier

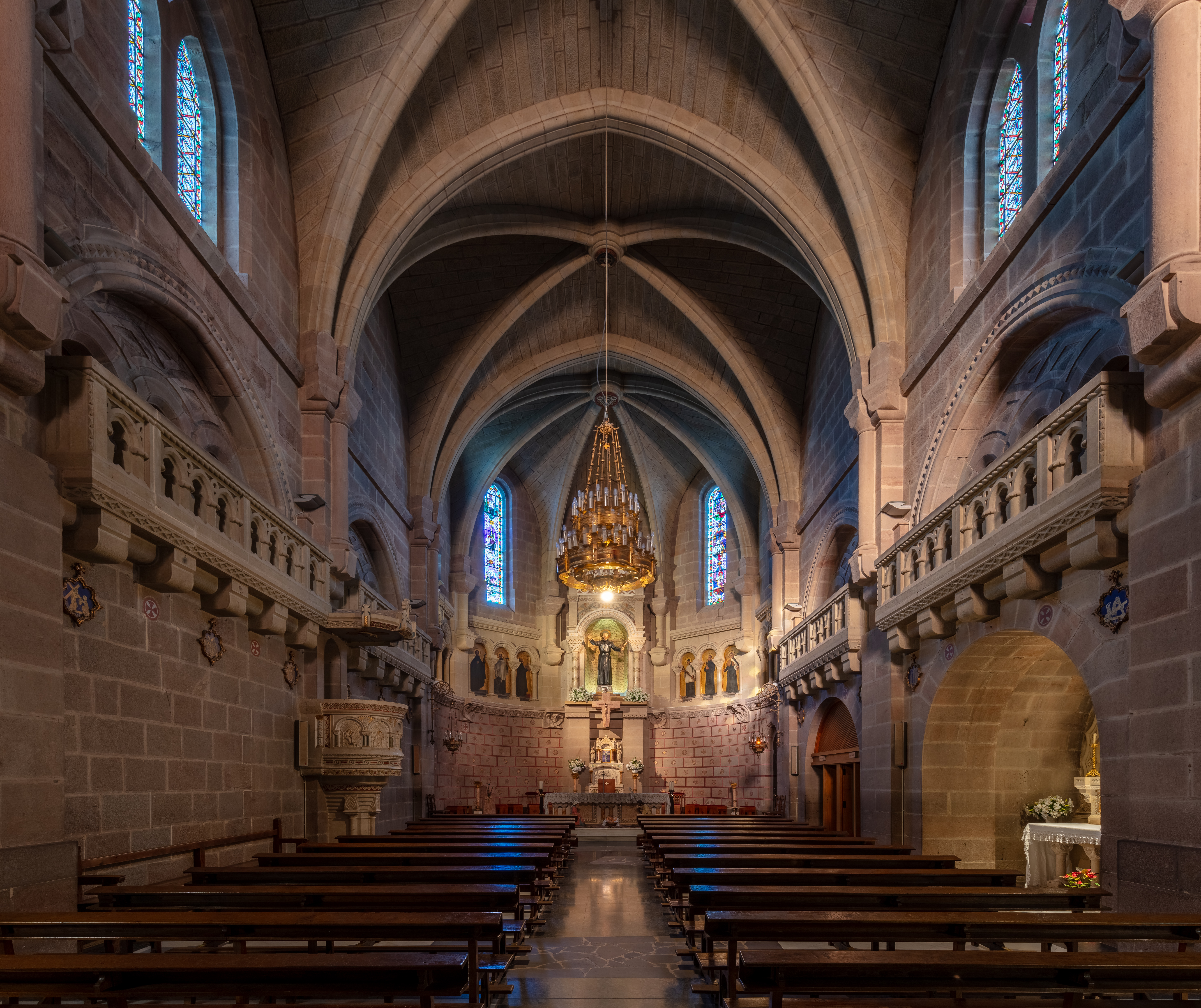
À l'intérieur de la basilique du chateau de Xavier. Janvier 2023.

La Duchesse est alors l’âme d’une restauration complète.  Plus qu’une restauration, il s’agit d’une reconstruction du château tel qu’il était au XVe siècle, avec la différence qu’à la place du dit palais neuf - démoli - une basilique est érigée en l’honneur de Saint François Xavier (en 1901).
Peu après, la duchesse de Villahermosa fait don du château et de la basilique à la Compagnie de Jésus avec la condition qu'elle entretienne les lieux tels qu’ils furent cédés, et assure les services pastoraux de la basilique. À quelque distance sont construites également une résidence jésuite et une maison pour les Exercices Spirituels.
Dans la crypte de la basilique reposent les restes de ceux qui ont contribué à la reconstruction du château et l'érection de la basilique : la duchesse de Villahermosa, son mari Jose Manuel de Goyeneche (comte de Guaqui) et les frères, María Josefa (duchesse de Goyeneche), Carmen (duchesse de Gamio) et José Sebastián Goyeneche y Gamio (fondateur de la Fondation Goyeneche).
La basilique reçoit de nombreux pèlerins, surtout durant la semaine du 4 au 12 mars. Cette semaine, qui s’appelle la Javierada, culmine en la date du 12 mars. Les pèlerins viennent prier et y célébrer l’anniversaire de la canonisation de Saint François Xavier (12 mars 1622), un des saints patrons de la Communauté forale de Navarre. L’origine du pèlerinage - avec marches et un chemin de croix de Sangüesa à Xavier - remonte à l’année 1886 quand promesse fut faite de visiter Xavier, en remerciement à Saint François-Xavier qui avait libéré la Navarre d’une épidémie de choléra (voir Cinquième pandémie de choléra).

### Chapelle du Saint-Christ

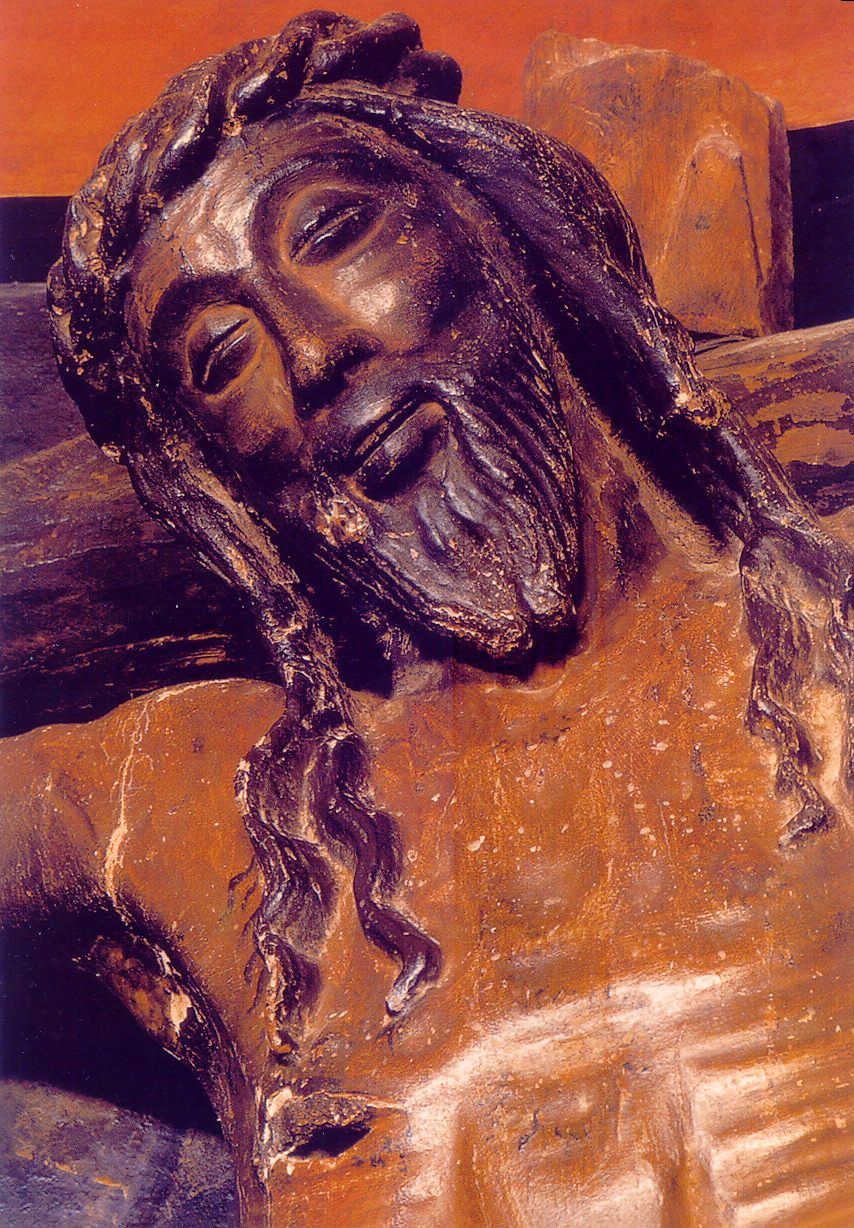
Crucifix du Christ souriant.

Le château est composé de trois corps, successivement échelonnés en ordre d'antiquité. Se détache "la Tour du Saint Christ", bastion incorporant la chapelle qui était celle de la famille de Jassu de Xavier. Cette pièce petite et étroite est le cœur et trésor du château. Dans cette chapelle priait la famille de Jassu y Xavier. François Xavier y a fait sa première communion. 
- Il s’y trouve un très intéressant crucifix connu sous le nom de Christ souriant. Taillé dans du bois de noyer, le crucifix date du XIIIe siècle. Il a ceci de particulier (avec le Christ de Lérins et un autre en Suisse) - que le Christ, bien que crucifié, est souriant. Une tradition locale prétend qu’il transpira du sang le jour où Saint François Xavier expira à Sancian, le regard tourné vers la Chine (3 décembre 1552).
- Sur les murs de la chapelle des fresques murales du XVe siècle représentent la danse de la mort, un thème d’art religieux rarement représenté en Navarre.

### Habitation et musée
Dans la tour centrale dite de Saint-Michel - la tour de garde primitive, et partie la plus ancienne du château-forteresse - se trouvait la résidence habituelle de la famille de Jassu y Xavier, y compris la chambre qu’occupait François Xavier dans sa jeunesse. Lors de la dernière rénovation (2005) un musée consacré à la vie de Saint-François Xavier y a été créé. On peut y voir une série de tableaux du peintre flamand du XVIIe siècle, Godfried Maes (Les tableaux se trouvaient auparavant dans la basilique), des kakemonos japonais du XIXe siècle, le diorama de Lopez Furio (1967), etc.